# Tấn công "vạn tuế"

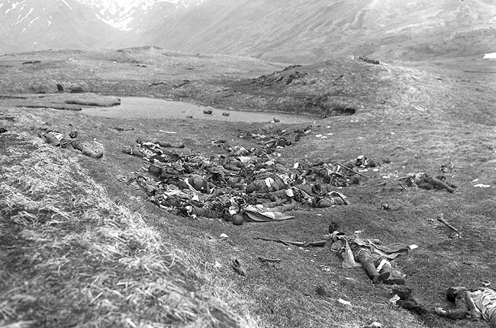
Tiểu đoàn quân Nhật tử trận sau cuộc tấn công kiểu "vạn tuế" không thành tại trận Attu (tháng 5 năm 1943).

Đột kích "vạn tuế" (Nhật ngữ: バンザイ突撃; Anh ngữ: Banzai charge, Banzai attack) vốn do lực lượng Đồng minh đặt cho các cuộc tấn công cảm tử của bộ binh Nhật. Tên gọi này đến từ việc người lính cảm tử của Nhật hô lên khẩu hiệu khi xung kích: "Thiên hoàng bệ hạ vạn tuế!" (天皇陛下萬歳 - Tenno heika banzai). Được sử dụng nhiều trong chiến tranh Thái Bình Dương, cách tấn công này này gây áp đảo và hoang mang cho tinh thần đối phương, đặc biệt khi họ chưa chuẩn bị trước mà bị đánh bất ngờ. Đột kích "vạn tuế" tương tự chiến thuật biển người.

## Trong Chiến tranh thế giới thứ hai

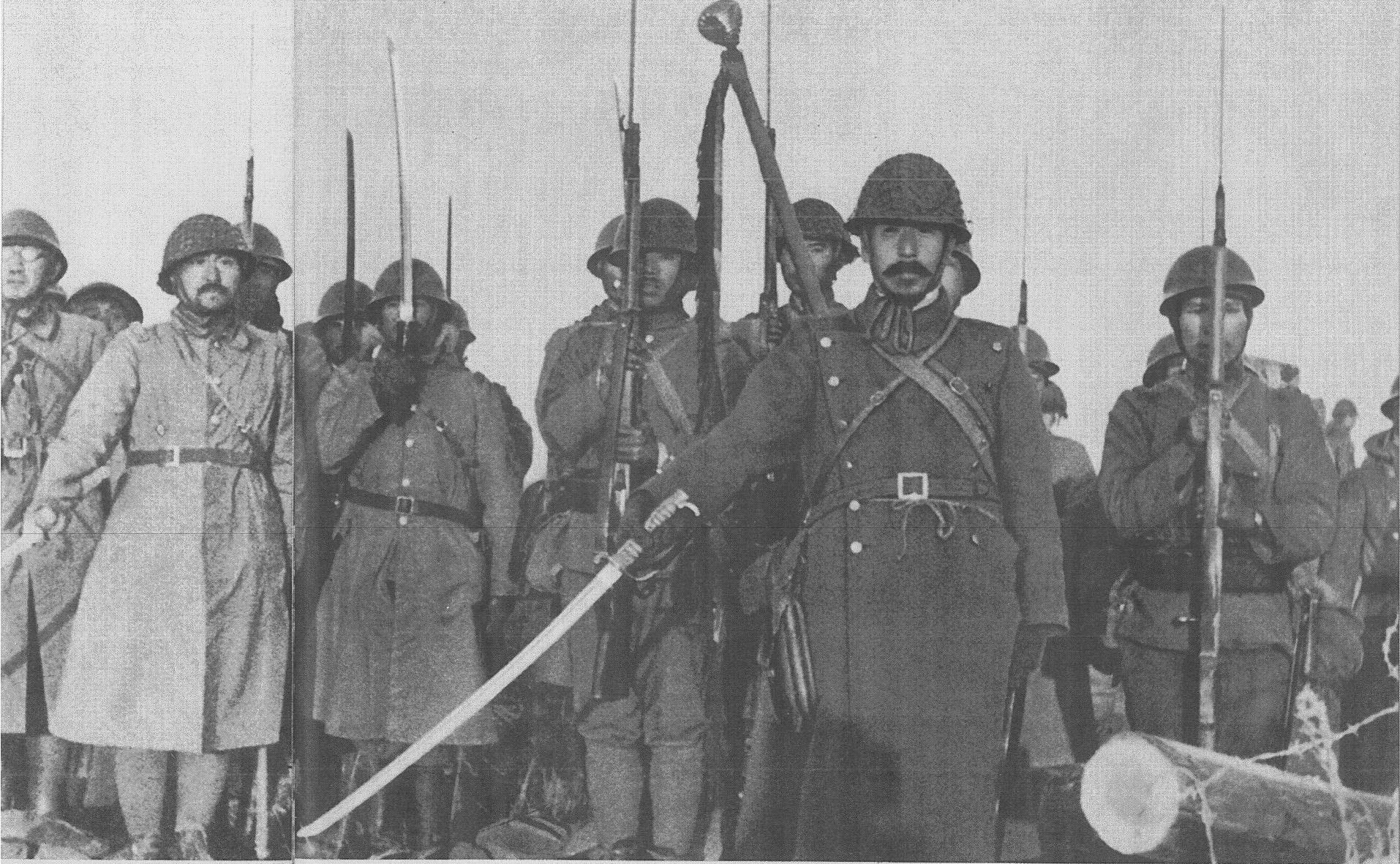
Binh lính Nhật Bản tôn vinh Thiên hoàng với tiếng hô "Banzai" trong Chiến tranh Trung-Nhật lần thứ hai (1938)

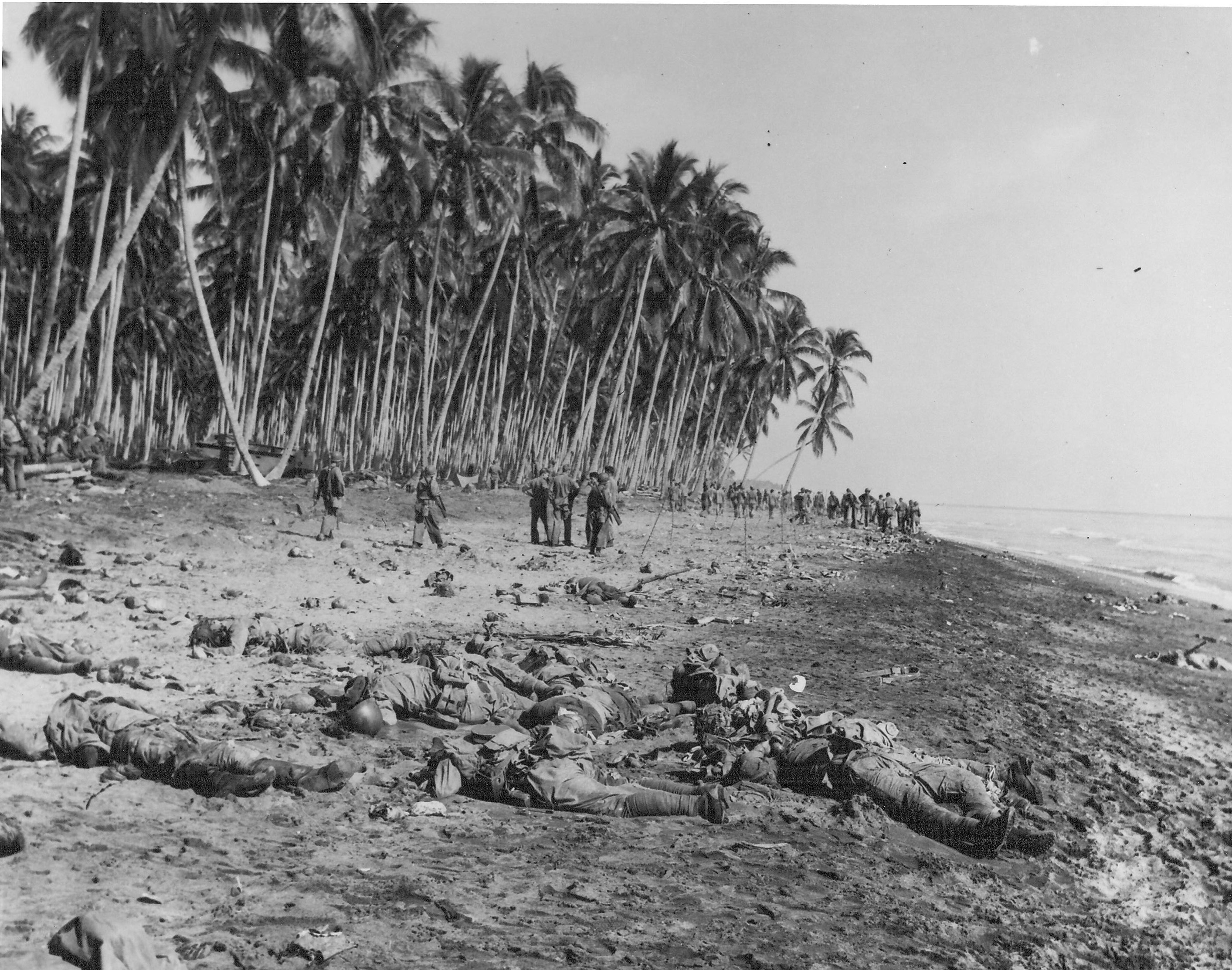
Xác các binh sĩ Đế quốc Nhật Bản tử trận trên bãi cát Alligator Creek, Guadalcanal sau khi bị Thủy quân lục chiến Hoa Kỳ tiêu diệt trong trận Tenaru, ngày 21 tháng 8 năm 1942

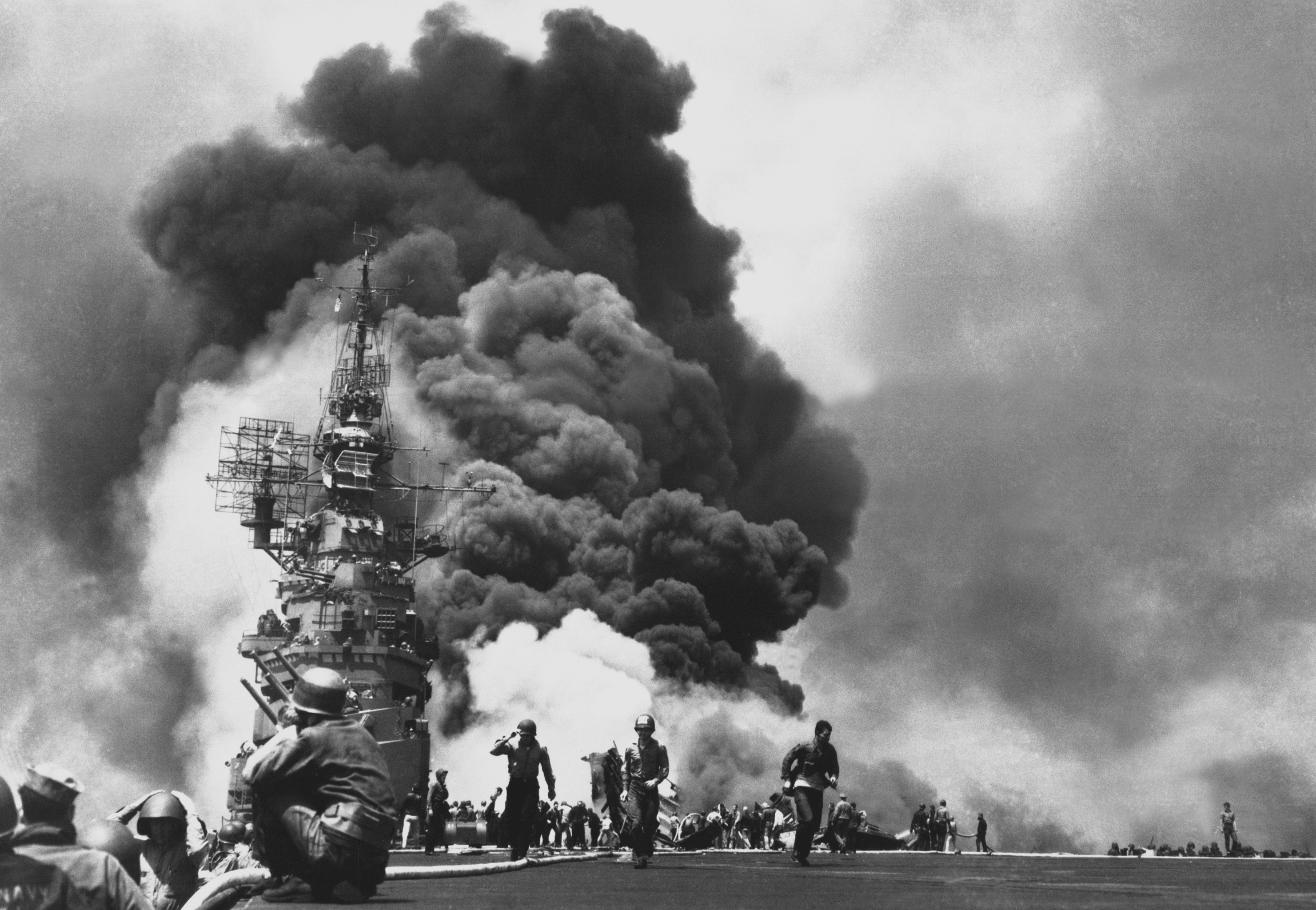
Chiến hạm USS Bunker Hill bị tấn công bởi máy bay cảm tử "thần phong" do phi công Kiyoshi Ogawa điều khiển (ngày 11 tháng 5 năm 1945).